# Avesnes-sur-Helpe
Avesnes-sur-Helpe je naselje in občina v severni francoski regiji Hauts-de-France, podprefektura departmaja Nord. Leta 2017 je naselje imelo 4495 prebivalcev.

## Geografija
Kraj leži ob levem bregu reke Helpe Majeure v okrožju Avesnes-sur-Helpe.

## Administracija
Avesnes-sur-Helpe je sedež kantona:
- Kanton Avesnes-sur-Helpe (Avesnes-sur-Helpe, občine Avesnelles, Beaurepaire-sur-Sambre, Boulogne-sur-Helpe, Cartignies, Étrœungt, Floyon, Grand-Fayt, Haut-Lieu, Larouillies, Marbaix, Petit-Fayt, Rainsars, Sains-du-Nord, občine Bas-Lieu, Beugnies, Dompierre-sur-Helpe, Dourlers, Felleries, Flaumont-Waudrechies, Floursies, Ramousies, Saint-Aubin, Saint-Hilaire-sur-Helpe, Sémeries, Semousies, Taisnières-en-Thiérache): 4662 prebivalcev.

Naselje je prav tako sedež okrožja, v katerega so poleg njegovih vključeni še kantoni Bavay, Berlaimont, Hautmont, Landrecies, Maubeuge-Jug/Sever, Quesnoy-Vzhod/Zahod, Solre-le-Château in Trélon z 234.131 prebivalci.

## Zgodovina
Avesnes-sur-Helpe je ustanovil Wédric Le Barbu v 11.stoletju, njegov sin Thierry pa je dal v njem zgraditi prve utrdbe. Mesto je leta 1477 porušil francoski kralj Ludvik XI. V letu 1556 je Avesnes zavzela španska vojska, ki ga je imela v oblasti vse do sklenitve Pirenejskega miru (1659). Po vrnitvi k Franciji je bila v njem zgrajena vrsta utrdb pod Vaubanovim
nadzorom. V letu 1793 je bil Avesnes sedež generalštaba francoskih generalov Jourdana in Carnota, v času bitke pri Wattigniesu. Ob koncu prve svetovne vojne, od marca do septembra 1918, je bil v njem generalštab nemške vojske pod Hindenburgovim poveljstvom.

## Znamenitosti
- Kolegial Saint-Nicolas iz leta 1534,
- Trg generala Leclerca.